# Bicicletes Rabasa
Bicicletes Rabasa és una empresa catalana de bicicletes, amb seu a Mollet del Vallès (Vallès Oriental). La companyia va ser fundada pels germans Simeó i Josep Rabasa. Va iniciar la seva activitat el 1922, originalment com a taller de reparació de bicicletes. En l'actualitat té el nom comercial de Rabasa Cycle i es dedica a la fabricació de bicicletes urbanes i a la distribució de complements.

## Història

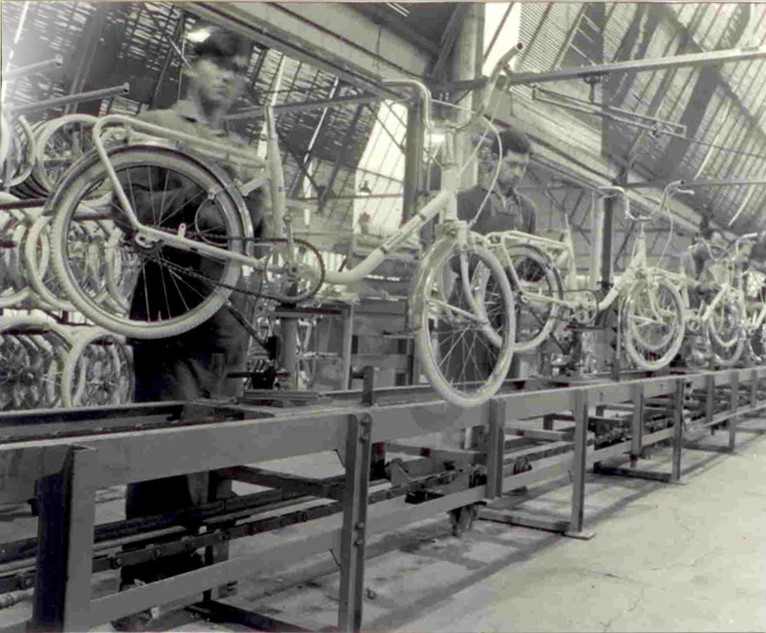
Antiga fàbrica de Bicicletes Rabasa a Mollet del Vallès

El primer local de Bicicletes Rabasa es va inaugurar el 1922. Es tractava d'un taller de venda, lloguer i reparació de bicicletes dirigit per Simeó Rabasa. Tres anys després, l'empresari va ampliar la societat amb el seu cunyat, Vicenç Solà, i en pocs anys l'empresa va créixer amb vint-i-una sucursals de venda i lloguer de bicicletes repartides per la comarca del Vallès. Va introduir la compra a terminis sense interessos i també va fomentar les classes de bicicleta per a dones.
El 1930 Rabasa i Solà es van separar i, un any després, Simeó Rabasa va inaugurar un nou taller a la localitat de Martorelles. Les noves instal·lacions li van permetre fabricar parafangs i especialitzar-se en la producció de quadres i conjunts, sols o independients.
Durant la guerra civil espanyola, la producció es va reduir per les dificultats d'aprovisionament. La fàbrica va ser confiscada pel govern de la República que la va utilitzar per reparar motors d'avions militars.

Després de la guerra civil, la producció de bicicletes es va reprendre. El 1944 Simeó Rabasa va crear una societat limitada amb el seu germà, 
Josep, anomenada Bicicletes Rabasa. Des d'aleshores el negoci de les bicicletes va compartir protagonisme amb la producció de components per motocicletes.
El 1950 Bicicletes Rabasa es va convertir en Nacional Motor S.A. i va presentar a la Fira de Mostres de Barcelona la primera motocicleta Derbi (acrònim que prové de l'expressió «derivat de bicicleta»). A l'empresa se la va conèixer comercialment com Rabasa DERBI. El 1970 la companyia es va dividir en dos. La producció de bicicletes va quedar sota la direcció de Margarida Rabasa (filla de Simeó Rabasa i Singla) i Dante Adami, que van fundar una nova planta de bicicletes a la localitat de Mollet del Vallès. Les noves instal·lacions ocupaven 26.000 metres quadrats. S'hi van fabricar prop de dos milions de bicicletes fins a l'any 1996, quan la planta va tancar.
El 2011, l'empresari Albert Adami Rabasa reinicia la comercialització de bicicletes Rabasa. El nom comercial de l'empresa és Rabasa Cycle i se centra en la producció de bicicletes urbanes.

## Models
Panther BMX

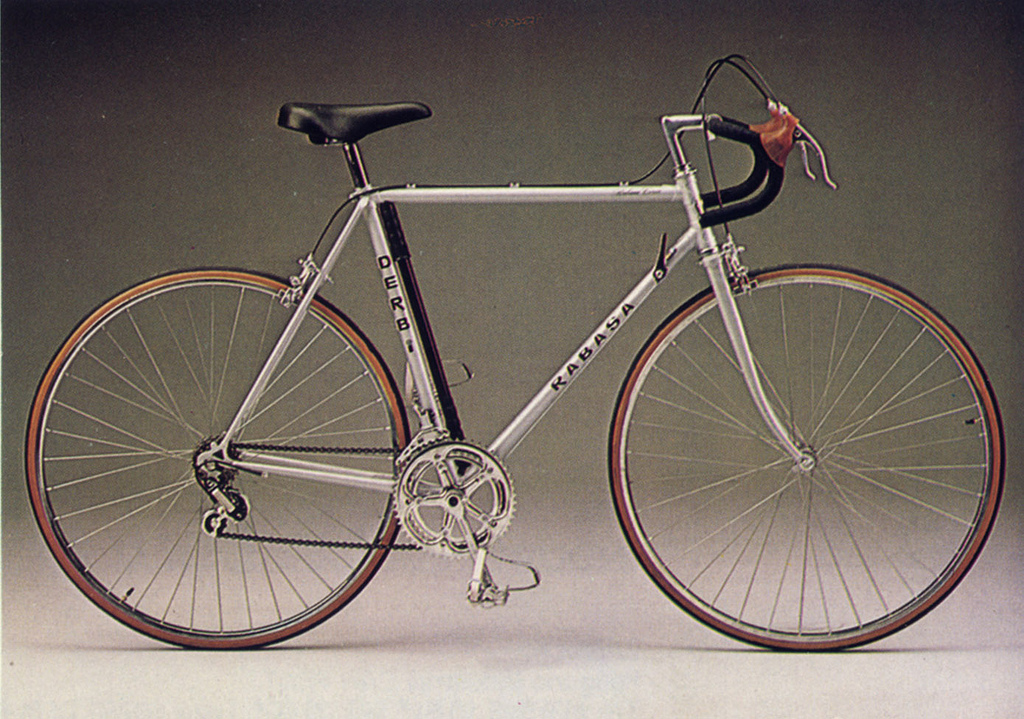
Model Rabasa Corsa

Les bicicletes Rabasa de BMX i trialsín es van comercialitzar durant els anys 80. L'equip Rabasa DERBI de trialsín (intergat, entre d'altres, per Joan Pons i Marc Colomer) va conquistar quatre campionats mundials i nou campionats d'Espanya en categories benjamí, aleví, infantil i cadet. Els seus ciclistes competien amb models de la gamma Panther BMX.
Lady y Hollyday

En els seus inicis, com a taller de bicicletes als anys 20, Rabasa va fomentar les classes de bicicleta per a dones. Posteriorment, com a fabricant de bicicletes, l'empresa va desenvolupar diversos models dissenyats específicament per al públic femení, com les bicicletes Lady i Hollyday.
Cross-Jet

El model Cross-Jet BMX-Panther va tenir un gran èxit entre el públic adolescent en els anys 80. Destacava pel seu fre de disc i per la varietat de complements disponibles. El model va participar en nombrosos campionats nacionals i mundials de trial de ciclisme.